# کانکیلی
کانکیلی نوعی پاستا است. آنها معمولاً در انواع گندم دوروم ساده و همچنین در انواع رنگی که از رنگدانه‌های طبیعی مانند عصاره گوجه فرنگی، جوهر ماهی مرکب یا عصاره اسفناج استفاده شده، فروخته می‌شوند. شکل پوسته پاستا باعث می‌شود سس به آن بچسبد. انواع مینیاتوری به نام conchigliette نیز موجود است. ادعا می‌شود که کانکیلی ریشه در جنوب ایتالیا دارد، جایی که به‌طور سنتی با استفاده از سمولینا گندم دوروم تهیه می‌شد.

## ریشه‌شناسی
این نام از کلمه ایتالیایی " صدف دریایی "، conchiglia گرفته شده است. کلمه ایتالیایی conchiglie و کلمه انگلیسی صدف حلزونی به شکل κοχύλι ریشه یونانی یکسانی (kochýli) به معنی پوسته دارند.